# ایوتا میکولیچووا
ایوتا میکولیچووا (چکی: Iveta Miculyčová؛ زادهٔ ۱۵ سپتامبر ۲۰۰۵) دوچرخه‌سوار زن اهل جمهوری چک است.
وی در مسابقات کشوری و بین‌المللی در مجموع برندهٔ ۱ مدال برنز شده‌است.